# Stenhjärta
Stenhjärta är en ungdomsroman från 2005 av Ingrid Olsson. Det är hennes andra bok.

## Handling
Boken handlar om 16-åriga Hanna från Norrland som flyttat till Stockholm. Hon är kär i trummisen Kalle, som är ihop med en tjej som heter Jossan. Jossan och Hanna blir kompisar.
Stenhjärta handlar om tonårskärlek och vad man får uppoffra för att få vad man verkligen vill ha.